# Егиков, Игорь Андреевич
И́горь Андре́евич Е́гиков (12 августа 1936, Баку — 23 марта 2015, Москва) — советский и российский композитор.

## Биография[1][2]
Родился 12 августа 1936 в Баку.
В 1954 году окончил Государственный музыкально-педагогический институт (ныне Академия) им. Гнесиных как пианист (класс проф. Е. Ф. Гнесиной) и в 1959 г. как композитор (класс проф. А. И. Хачатуряна). До 1975 г. писал музыку для кино (самая известная работа — музыкальный фильм «Много шума из ничего», Мосфильм, реж. С. Самсонов), для муз.театра (мюзиклы «Бременские музыканты», «Снежная королева»), телевидения, радио, мультипликационного кино, а также камерные инструментальные, хоровые и вокальные сочинения, много музыки для детей). В 1975 г. произошло событие, изменившее дальнейшую судьбу композитора: он встретил Ирину Воронцову — певицу, обладающими уникальными вокальными данными. С тех пор композитор посвятил себя музыке, связанной со словом, русской поэзией XIX—XX веков. Вокальный цикл «Песнь откровения» на стихи Кароля Войтылы получил отклик Папы Римского Иоанна Павла II, который прислал композитору благодарственное письмо и свою личную медаль. Игорь Егиков и Ирина Воронцова — постоянные участники фестиваля «Московская осень» и других престижных музыкальных форумов. Композитор является также прекрасным аранжировщиком, оркеструющим на разные составы симфонических, эстрадных оркестров и ансамблей.
Награждён Орденом Дружбы за заслуги в области культуры и искусства, многолетнюю плодотворную деятельность (Указ Президента Российской Федерации № 536 от 9 мая 2005 года).
Ушёл из жизни 23 марта 2015 в Москве. Похоронен на Троекуровском кладбище, участок 25а

## Личная жизнь
- Супруга — Ирина Воронцова, актриса и певица, в 1975 году окончила Государственный университет циркового и эстрадного искусства.

## Фильмография

### Композитор
1. 1972 — Золотая сорока (фильм-спектакль)
2. 1973 — Много шума из ничего
3. 1976 — Апельсин
4. 1976 — Муха-цокотуха
5. 1984 — Подарок для слона
6. 1985 — Клад
7. 1987 — Белая цапля
8. 1990 — Новое платье короля
9. 1991 — Что там под маской?

## Дискография[3]
- Игорь Егиков и Ирина Воронцова — Двое и Песня
- Игорь Егиков и Ирина Воронцова — Ниоткуда с любовью: вокальные циклы на стихи Ф. Петрарки, О. Мандельштама, В. Давтяна, И. Бродского

### Синглы
- В Минуты Музыки
- Вежливые Песенки / Колыбельные Песни

## Песни
- Песня Дюдюки Барбидокской (стихи Владимира Антонова, исполняет Раиса Мухаметшина)
- «Никогда не стой на месте» (стихи Владимира Антонова, исполняют Ирина Воронцова, Клара Румянова и Рогволд Суховерко)
- «Вкусней пломбира — это клад» (стихи Юрия Кушака, исполняет Ирина Воронцова, бэк-вокалист — Игорь Егиков)